# 1581

## Събития
- 1 септември – Казашкият атаман Ермак Тимофеевич започва военния си поход в Сибир.

## Родени
- 21 октомври – Доменикино, италиански художник

## Починали
- 21 декември – Жан дьо ла Касиер, велик магистър – хоспиталиер